# Thomas Bois
Pour les articles homonymes, voir Bois (patronyme).
Thomas Bois (né le 6 mai 1900 à Dunkerque et mort le 4 septembre 1975 à Levallois-Perret) est un missionnaire kurdologue français. Il est considéré comme l’un des fondateurs des études kurdes.

## Biographie
Thomas Bois est né dans une famille dunkerquoise de huit enfants. Dès son enfance, il décide d’entrer dans les ordres. Aussi rejoint-il l’ordre des Frères Prêcheurs de Saint-Dominique en 1919. Il est ordonné prêtre en 1925. Deux ans après, il est envoyé comme missionnaire au Kurdistan. À compter de ce jour, le père Thomas consacra sa vie à la kurdologie et à la renaissance culturelle kurde. Dans les montagnes du Kurdistan, à Mossoul et dans le Badinan (au nord du Kurdistan d'Irak), il étudie l’arabe, le soureth, ainsi que le badini (sous-dialecte du kurde kurmandji) et le mode de vie des Kurdes. L’Histoire, la langue et la littérature (orale en particulier) retiennent son attention. Il réunit un important matériel ethnographique,. 
En 1932, il est nommé supérieur du couvent de Mar Yacoub (Saint-Jacques). Quatre ans après, il est envoyé à Qamishlo au Kurdistan de Syrie, alors sous Mandat français. Sa mission est d’étudier les nestoriens (ou assyro-chaldéens) et les Kurdes dans le but de créer un apostolat dans la région. Cependant, après environ dix ans, sa santé est affectée par les conditions climatiques du Kurdistan et il doit s’en éloigner. De là, il se rend au Liban en 1940 , d’abord à Tripoli, puis à Beyrouth. Il y rencontre Djéladet Bédir Khan et son frère  Kamuran et se lie d’amitié avec eux. Cette grande amitié dura jusqu'à la mort du Père Bois en 1975 à Paris.

### La Société des études kurdes
En 1970 se tient à la Sorbonne le 25e Congrès International des Orientalistes. Les spécialistes kurdes d’Iran ou de Turquie ne sont pas autorisés à y participer, du moins pas en tant que kurdologues. En réaction, les intellectuels kurdes et leurs amis réunis à Paris fondent la Société des Études kurdes. Thomas Bois en assure la présidence. Les vice-présidents sont les professeurs Gilbert Lazard et David Neil MacKenzie.

## Œuvre
Le père Thomas Bois a aidé les frères Bédir Khan dans leurs travaux sur l’histoire, la langue, la littérature et la vie sociale kurdes. Ses premiers travaux sur les Kurdes ont été publiés en 1945 dans la revue Roja Nû. Il s’agissait d’un article présentant le grand poète Cîgerxwîn. Il a publié d’autres articles dans la même revue : « Le Djebel Sindjar au début du XIXe siècle » (septembre 1945), « La Citadelle de Khurs » (octobre 1945), puis « L´âme des Kurdes à la lumière de leur folklore ».
En 1946, il fait paraître son article « Les Yézidis et leur culte des morts » dans la revue Cahiers de l’est. Cependant, c’est sous le pseudonyme de Lucien Rambout qu’il publie à Paris Les Kurdes et le Droit, des textes, des faits (Éditions du Cerf), sur la situation politique des Kurdes sur leur territoire divisé. En 1950, il retourne quelque temps au Kurdistan, mais de nouveau pour des raisons de santé, il ne peut pas rester et repart pour le Liban. Il y poursuit ses études sur les Kurdes. Il publie de nombreux articles sur ceux-ci dans la revue Al-Machriq. Son livre Connaissance des Kurdes est traduit en anglais (The Kurds, 1966). Peu après son retour en France en 1965, Thomas Bois devient chargé de conférences en civilisation kurde à l’Institut national des langues et civilisations orientales.
Dix ans après sa mort, Vladimir Minorsky publie dans Encyclopædia of Islam l’article « Les Kurdes et le Kurdistan », que Thomas Bois avait commencé. Cet écrit est jusqu’à aujourd’hui une des plus importantes références pour toutes les recherches sur les Kurdes.

## Publications
- L'âme des Kurdes à la lumière de leur folklore, Paris, Les Cahiers de l’Est, 1946 (lire en ligne).
- Les Kurdes et le droit, Paris, Éditions du Cerf, 1947 (lire en ligne).
- Les Kurdes, Beyrouth, 1958 (lire en ligne).
- Connaissance des Kurdes, Beyrouth, Khayats, 1958 (lire en ligne).
- Comment écrire le kurde?, Beyrouth, Imprimerie catholique, 1965 (lire en ligne).